# Empoasca aspersa
Empoasca aspersa är en insektsart som beskrevs av David D. Gillette och Baker 1895. Empoasca aspersa ingår i släktet Empoasca och familjen dvärgstritar. Inga underarter finns listade i Catalogue of Life.